# Braunfleckiger Perlmuttfalter
Der Braunfleckige Perlmuttfalter (Boloria selene), auch als Sumpfwiesen-Perlmuttfalter bezeichnet, ist ein Schmetterling (Tagfalter) der Gattung Boloria in der Familie der Edelfalter (Nymphalidae). Das Artepitheton leitet sich von Selene, der Mondgöttin aus der griechischen Mythologie ab. 2013 wurde er von der Umweltstiftung BUND zum Schmetterling des Jahres gekürt.

## Merkmale
Die Falter erreichen eine Flügelspannweite von 28 bis 38 Millimetern. Die hell gesäumten Flügeloberseiten sind orange und weisen ein dunkles Muster auf. Am dunklen Außenband submarginal sind Flecken winkelförmig abgesetzt, denen postdiskal eine Reihe dunkler Punkte folgt. In der Diskalregion finden sich wellenförmige Muster, und je ein runder dunkler Fleck am Hinterflügel nahe der basalen dunklen Musterung.
Auf der Unterseite entspricht diesem ein hell umrandeter dunkler Fleck (größer als der von B. euphrosyne) in brauner Zelle, daneben zeigen die Hinterflügelunterseiten diskal in einer cremefarbenen Binde drei schwach abgegrenzte Perlmuttflecken und submarginal eine Reihe solcher, mit dunklen Winkeln abgesetzt.
Neben hellen (albinotischen) Formen, mit der Grundfarbe weiß statt orange, gibt es auch verdunkelte (melanistische) Tiere, die schmutzig-orange gefärbt sind; deren Aussehen entspricht nicht dem der nachstehend abgebildeten Exemplare. 

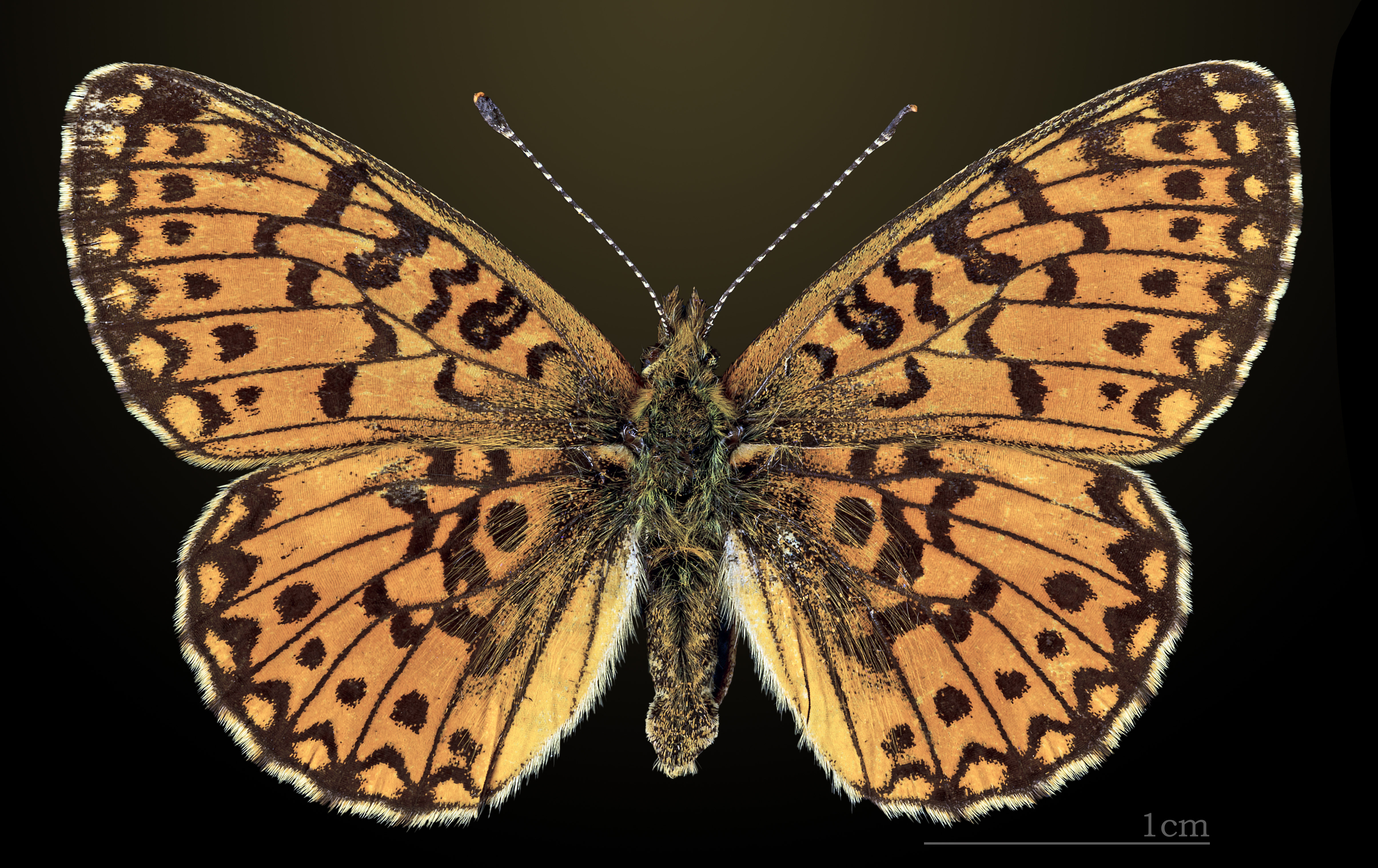
Dorsalansicht
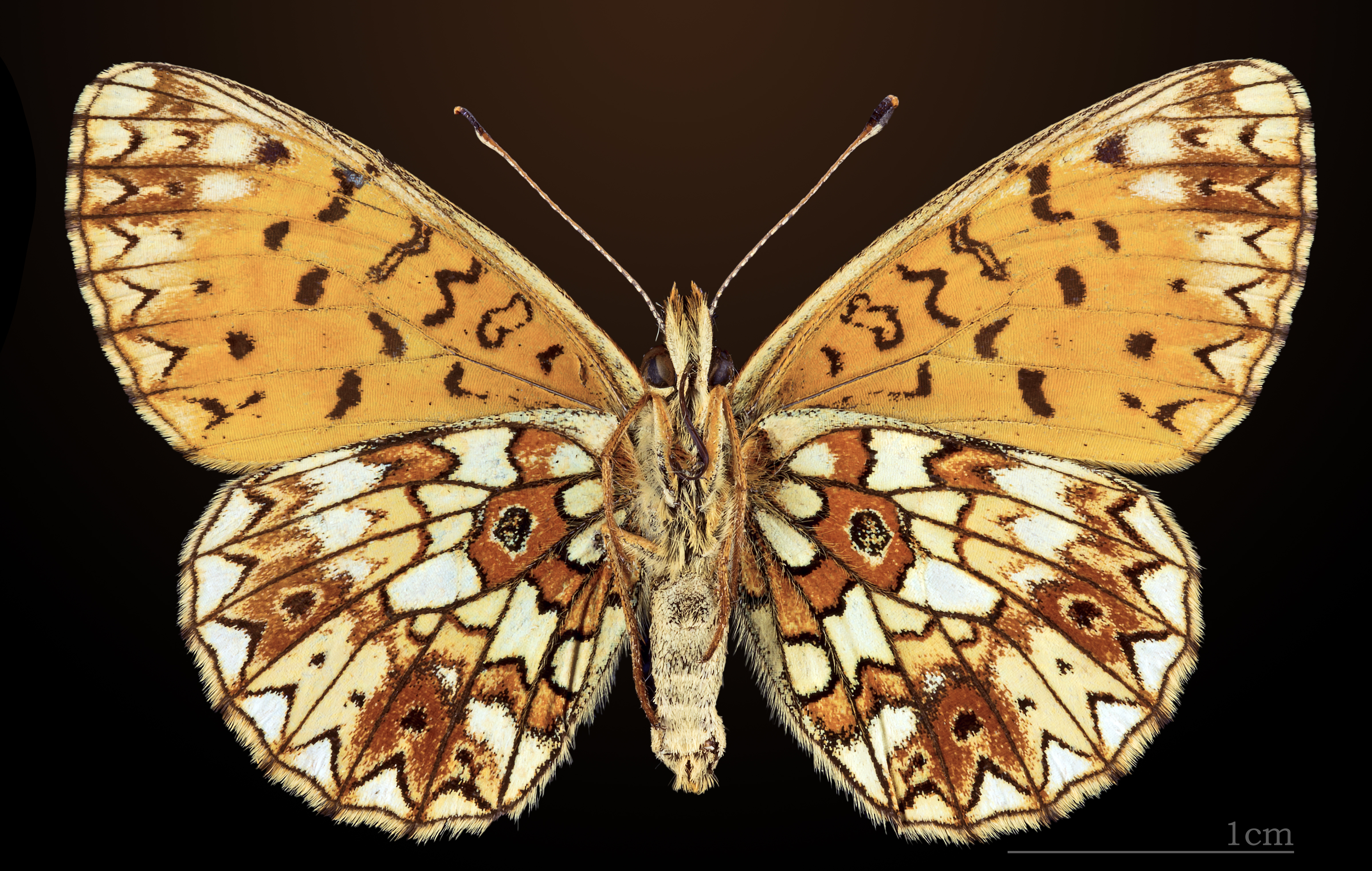
△ Ventralansicht
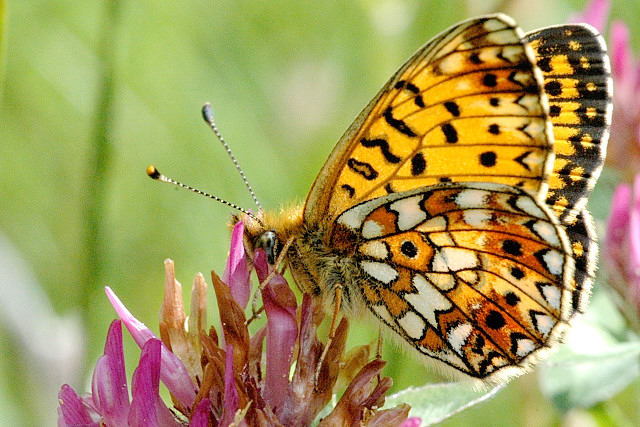
Lebend im Licht

Die Raupen werden ca. 22 Millimeter lang. Sie sind dunkel graubraun gefärbt und weisen eine schwarze und leicht helle Marmorierung auf. Des Weiteren haben sie braune Dornen, die an der Spitze hell sind. Hinter dem Kopf tragen sie ein fühlerartig nach vorne weisendes Dornenpaar.

### Ähnliche Arten
- Silberfleck-Perlmuttfalter (Boloria euphrosyne) – diese sind etwas größere und recht ähnliche Perlmuttfalter. Sie haben auf der Unterseite des Hinterflügels diskal nur einen Perlmuttfleck als „Silberfleck“ in heller Binde. Daneben sind die submarginalen Flecken nicht mit Winkeln scharf abgesetzt, sondern auf der Flügeloberseite eher dreieckig konturiert.

## Vorkommen
Sie kommen in Europa, außer im Süden, in Russland, der Mongolei, in Sachalin, Korea und Nordamerika vor. Sie sind in Mitteleuropa weit verbreitet und nicht selten. Man findet sie besonders auf Feuchtwiesen und in Moorgebieten, manchmal aber auch an feuchten, lichten Stellen in Wäldern und auf trockenen Wiesen.

### Flug- und Raupenzeiten
Die Tiere fliegen in zwei Generationen pro Jahr von Anfang Mai bis Ende Juni und von Mitte Juli bis Anfang September. In kühleren Breiten und in höheren Lagen fliegen sie in einer Generation von Mitte Mai bis Anfang Juli.

## Nahrung der Raupen
Die Raupen ernähren sich von den Blättern von Hunds-Veilchen (Viola canina) und Sumpf-Veilchen (Viola palustris), aber auch von anderen Veilchenarten.

## Entwicklung
Die Weibchen legen ihre Eier einzeln an der Unterseite der Futterpflanzen ab. Die Raupen der zweiten Generation überwintern und benötigen im nächsten Frühling noch Zeit zur Entwicklung, bevor sie sich verpuppen.